# Pasieka (powiat kraśnicki)
Pasieka – wieś w Polsce położona w województwie lubelskim, w powiecie kraśnickim, w gminie Kraśnik.
W latach 1928–1972 w granicach miasta Kraśnika.
W latach 1975–1998 miejscowość należała administracyjnie do województwa lubelskiego.
Biegnie przez nią obwodnica Kraśnika. We wsi znajdują się 2 przystanki i drukarnia. Za wsią znajduje się lotnisko dla sterowanych samolotów. W 2012 roku wieś została skanalizowana. W południowo-wschodniej części wsi (zwanej przez mieszkańców „Dziadówką”) znajduje się zagajnik, z kilkoma stawami, wokół których rozciąga się malownicza okolica. W tejże okolicy jest również niewielkie źródło otoczone lasem. Wieś zamieszkuje ok. 350 osób. W północnej części znajdują się łąki, przez które biegnie rzeka Wyżnianka oraz ścieżka typowo spacerowa. Obok jest staw, za którym znajduje się skarpa, a na niej stara cegielnia. Wzdłuż obwodnicy biegnie nowa asfaltowa ulica, umożliwiająca mieszkańcom wygodny dojazd do pól.
Rolnicy ze wsi Pasieka na swoich polach uprawiają zboża takie jak pszenica i gryka oraz owoce jak np. maliny, aronie i porzeczki. 
Wieś stanowi sołectwo gminy Kraśnik. Według Narodowego Spisu Powszechnego (III 2011 r.) wieś liczyła 405 mieszkańców. 

## Historia
Pasieka w wieku XIX Pasieka-Księża, wieś i folwark w powiecie janowskim, gminie Trzydnik, parafii Kraśnik, odległy 2 wiorsty od Kraśnika. Leży śród wyniosłych wzgórzy, w glebie gliniastej, urodzajnej, ma 37 domów włościańskich 240 mieszkańców wyznania rzymskokatolickiego, 410 mórg gruntu. Folwark Pasieka posiadał rozległość 285 mórg w tym ziemi ornej 240 mórg, ogrodów 2 morgi łąk 30 mórg, nieużytki 10 mórg, wód zarybionych karpiami 3 morgi. Folwark i wieś Pasieka Księża, jako cześć dóbr Rzeczyca Księża, nadanych klasztorowi kraśnickiemu kanoników regularnych laterańskich w XVII wieku do 1864 roku pozostawały w posiadaniu tegoż klasztoru, który prowadził wzorowe gospodarstwo i otrzymywał znaczne dochody. Po kasacie klasztoru, zajęty na rzecz skarbu, sprzedany został folwark Pasieka komisarzowi włościańskiemu Kowalewskiemu. Nieopodal od dworu, na wyniosłości nad łąkami, znajdują się doskonale zachowane okopy, Szwedzkiemi zwane, albowiem w 1657 r. Gustaw Adolf ze wszech stron naciskany przez Polaków pod wodzą Czarnieckiego i Lubomirskiego, zająwszy stanowiska około Kraśnika i Urzędowa, wyczekiwał nadejścia posiłków Rakoczego. Jakoż połączywszy się z nim, rozpoczęli Szwedzi dalsze, kroki wojenne, a wtedy Kraśnik i cała okolica ogniem i mieczem zniszczoną została.